# 1947 en hockey sur glace
Cette page présente les éléments de hockey sur glace de l'année 1947, que ce soit d'un point de vue rencontres internationales ou championnats nationaux. Les grandes dates des différentes compétitions sont données ainsi que les décès de personnalités du hockey mondial.

## Amérique du Nord

### Ligue nationale de hockey
- 13 octobre : premier Match des étoiles de la LNH.
- Les Maple Leafs de Toronto remportent la Coupe Stanley.

## Europe

### Compétitions internationales
- Le LTC Prague remporte la Coupe Spengler.

### Allemagne
- Le SC Riessersee remporte un 5e titre de champion d'Allemagne.

### Finlande
- L'Ilves Tampere est champion de Finlande[1].

### France
- Le championnat 1er série n'est pas disputé.
- 2 février : le CSG Paris remporte la 2e série face à Villard-de-Lans[2].

### Hongrie
- Le MTK Budapest est champion de Hongrie[3].

### Pologne
- Le Cracovia Kraków est champion de Pologne[4].

### Suède
- L'AIK Solna est champion de Suède[5].

### Suisse
- Le HC Davos est champion de Suisse.

### Tchécoslovaquie
Le LTC Prague remporte son 10e titre de champion de Tchécoslovaquie.

### URSS
Le Dynamo Moscou remporte le premier titre de champion.

## International
En marge du Mondial de Prague, se déroule un Congrès de la fédération internationale agité. Le Canada boycotte la compétition car il veut imposer sa définition de l'amateurisme (tout joueur qui n'a pas joué dans une ligue "pro"), et l'AAU (Athletic Amateur Union), représentant historique des États-Unis (affiliée à la LIHG et reconnue par le CIOl) doit faire face à la création de l'AHAUS (Amateur Hockey Association of the United States). L'AHAUS est dirigée par Walter Brown, propriétaire de deux patinoires à Boston et manager de la première équipe américaine championne du monde en 1933 (pour l'AAU), et lutte alors avec l'AAU pour devenir l'unique représentant américain. La sélection américaine au championnat 1947 regroupe malgré tout des joueurs des 2 fédérations.

### Championnats du monde
Pour ces premiers championnats après la Seconde Guerre mondiale, les règlements évoluent et se rapprochent des actuels : introduction des trois périodes de vingt minutes, de la ligne de but et la ligne rouge centrale, des cages de 1,83 m sur 1,22 m et du tir de pénalité. On note également la disparition des pénalités de une ou de trois minutes, simplifiées en durée de 2 minutes, 5 minutes et 10 minutes.
- 15 février  : début du 14e championnat du monde à Prague en Tchécoslovaquie,
- 22 février : la victoire de la Suède contre l'autre équipe invaincue, la Tchécoslovaquie semble lui assurer le titre mondial.
- 23 février : lors de la dernière journée de la compétition, l'Autriche remporte son match 2 à 1 face à Suède, ce qui permet à la Tchécoslovaquie de devenir championne du monde pour la première fois.

## Autres Évènements

### Fondations de club
- Blue Fox de Herning IK (Danemark)
- Étoile rouge de Belgrade (Serbie)
- KHL Mladost Zagreb (Croatie)
- Spartak Subotica (Serbie)
- Torpedo Nijni Novgorod (Russie)

### Intronisations
- 2e série d'intronisation au temple de la renommée du hockey :
  - Dit Clapper, Aurèle Joliat, Frank Nighbor, Lester Patrick, Eddie Shore et Cyclone Taylor sont admis chez les joueurs,
  - Frank Calder, W. A. Hewitt, Francis Nelson, William Northey, John Ross Robertson, Claude C. Robinson, James T. Sutherland sont admis chez les bâtisseurs.

### Naissances
- Alexandre Yakouchev (2 janvier)
- Alexandre Gousev (21 janvier)
- Vladimir Petrov (30 mai)
- Syl Apps, Jr. (1er août)
- Evgeni Zimin (6 août)
- Gennady Tsygankov (16 août)
- Garry Swain (11 septembre).

### Décès
- 6 juin : décès de Nicholas Bawlf à l'âge de 63 ans, il évolua dans l'Association nationale de hockey de 1910 à 1916.